# オットー・ゲルデス
オットー・ゲルデス（Otto Gerdes, 1920年1月20日 - 1989年6月15日）は、ドイツ出身の指揮者、音楽プロデューサー。
ケルンの生まれ。地元の音楽院でヘルマン・アーベントロートに指揮法を学ぶ。1947年から1948年まで北ドイツ放送交響楽団を指揮し、1952年から1955年までベルリン国立歌劇場の指揮者陣に加わった。1956年からドイツ・グラモフォンの音楽プロデューサーとして働き、ヘルベルト・フォン・カラヤンの録音を数多く手がけた。一方でドイツ・グラモフォンに在籍時に、自らの指揮でいくつかの録音もこなしている。1973年には京都市交響楽団を振るために来日し、園田高広とベートーヴェンの「皇帝」、江藤俊哉とブラームスのヴァイオリン協奏曲などを演奏している。